# Erebia illyrica
Erebia illyrica är en fjärilsart som beskrevs av Lorcovic 1953. Erebia illyrica ingår i släktet Erebia och familjen praktfjärilar. Inga underarter finns listade i Catalogue of Life.